# Eugénio Dionísio de Mascarenhas Grade
Eugénio Dionísio de Mascarenhas Grade (Lagoa (Algarve), 6 de março de 1785 — Belém, 4 de agosto de 1868) magistrado judicial e político, influente na primeira fase do liberalismo nos Açores, círculo pelo qual foi deputado nas Cortes do vintismo. Bacharel em Leis pela Universidade de Coimbra, foi juiz de fora de Mértola, Angra e Braga, juiz e vice-presidente da Relação do Porto. Faleceu juiz do Supremo Tribunal de Justiça. Era comendador da Ordem de Cristo e 1.º visconde de Lagoa, por decreto de 2 de julho de 1861 do rei D. Pedro V de Portugal.

## Biografia
Nasceu em Lagoa, Algarve, filho de Eugénio Dionísio de Mascarenhas, magistrado, e de sua esposa Maria Quitéria Luz Tavares. Matriculou-se no curso de Direito da Universidade de Coimbra em 1802, obtendo o grau de bacharel em Leis no ano de 1807. Nesse mesmo ano inscreveu-se na leitura de bacharéis de ingresso na magistratura, mas interrompeu o curso, que retomou no ano seguinte, sendo aprovado em 1809.
Foi juiz de fora em Mértola, onde se encontrava em 1814, sendo nomeado juiz de fora da cidade de Angra por carta de 10 de maio de 1819.
Na sua passagem por Angra revelou-se um convicto aderente aos ideais do liberalismo, tendo protagonizado logo no início do seu mandato, em julho de 1819, forte oposição às políticas seguidas pelo capitão-general Francisco António de Araújo com o qual teve divergências como membro da Junta da Fazenda da Capitania Geral dos Açores. Em resultado dessas divergências foi suspenso do cargo de juiz de fora por decisão do capitão-general. Em conjunto com alguns dos deportados da Amazona, um grupo de liberais exilados em Angra em resultado da Setembrizada de 1810, foi um dos fundadores da associação proto-maçónica Sociedade Patriótica Génio Constitucional, que viria a ser o motor da revolta constitucional de Angra em 1821.
Com a substituição do capitão-general Francisco António de Araújo pelo general Francisco de Borja Garção Stockler a má relação não se alterou, opondo-se ferozmente à política prosseguida pelo novo capitão-general, tendo este recusado a sua recondução no lugar de juiz de fora. Após a Revolução Liberal do Porto de 24 de agosto de 1820, e em particular após o conhecimento da revolta liberal de 1 de março de 1821 em Ponta Delgada, fez parte do grupo de liberais, que também incluía o seu antecessor no cargo de juiz de fora, Alexandre de Gamboa Loureiro. A 2 de abril de 1821 participou num levantamento com apoio militar que visava depor o capitão general, Francisco de Borja Garção Stockler, repor no poder o anterior capitão general, Francisco António de Araújo, e proclamar a adesão da capitania aos princípios da Cortes Gerais e Extraordinárias da Nação Portuguesa que reuniam em Lisboa. O golpe, depois de uma vitória inicial, gorou-se e acabou na morte de Araújo, espingardeado pela tropa.
Quando finalmente o poder das Cortes se estendeu à Terceira, com a formação de uma Junta Provisória do Supremo Governo das Ilhas dos Açores, interina, e a partida para Lisboa do capitão-general Stockler, foi finalmente reintegrado nas funções de juiz de fora, desenvolvendo intensa actividade política em Angra, afirmando-se como um dos líderes da causa liberal na ilha. Com a vitória da facção realista, em 1823, e antes de ser destituído, abandonou a cidade regressando ao reino a 13 de agosto de 1823.
Era em 1827 juiz de fora em Braga. Em fevereiro desse ano foi eleito deputado pela Província dos Açores nas primeiras eleições cartistas. Prestou juramento nas Cortes a 23 de março de 1827, mas teve fraca participação política.